# Возвращение попугая Кеши
«Возвращение попугая Кеши» — российский художественный комедийный фильм режиссёра Олега Асадулина. В главных ролях снялись Никита Кологривый и Оксана Акиньшина; попугая Кешу озвучил Гарик Харламов. Премьера фильма состоялась 31 октября 2024 года.

## Сюжет
Главный герой фильма — живущий в Сочи школьный учитель географии по имени Митяй. Он становится хозяином говорящего попугая Иннокентия, и вскоре выясняется, что у него много общего с птицей: оба персонажа разлучены со своими возлюбленными. Митяй и Кеша начинают помогать друг другу.

## В ролях
- Гарик Харламов — попугай Кеша (озвучивание)
- Никита Кологривый — Дмитрий Александрович Федотиков (Митяй)
- Оксана Акиньшина — Катя
- Марк Юсеф — Дима
- Роман Курцын — Гамлет
- Ефим Шифрин — Петров
- Ирина Безряднова — Лера
- Никита Дювбанов — Стас
- Алиса Руденко — Саша
- Наталья Потапова — Эльвира Степановна, директор школы
- Алексей Дмитриев — Демьян, охранник Петрова
- Татьяна Журавлёва — помощница Петрова
- Илья Борисов — Саня
- Артур Бичахчян — Суарес, прежний хозяин Кеши
- Наталья Коренная — Альбина

## Съёмочная группа
- Автор сценария — Константин Трофимов[6]
- Режиссёр — Олег Асадулин[6]

## Производство и релиз
О начале работы над фильмом стало известно в феврале 2024 года. В основу сюжета легли советские мультфильмы «Возвращение блудного попугая» о попугае Кеше. Съёмки начались в феврале 2024 года в Москве, позже они прошли ещё и в Сочи. Премьера картины состоялась 31 октября 2024 года.